# Michael Schultheis
Michael James Schultheis SJ (* 9. Mai 1932 in Colton, Washington, USA; † 11. April 2017 in Monrovia, Liberia) war ein US-amerikanischer Jesuit, Wirtschaftswissenschaftler und Universitätspräsident.

## Leben
Michael Schultheis trat der Ordensgemeinschaft der Jesuiten in der Ordensprovinz Oregon bei und studierte Theologie und Philosophie an der Gonzaga University (BA 1958) und der Saint Mary’s University of Minnesota (MA 1966). An der Cornell University absolvierte er ein PhD-Studium in Wirtschaftswissenschaften mit Schwerpunkt der Internationalen landwirtschaftlichen Entwicklung und war für das Center of Concern in Washington, D.C. tätig, einem katholischen Think Tank im Bereich internationaler Entwicklungen. Er war 1980 einer der Gründer des Jesuiten-Flüchtlingsdienstes (JRS), einer weltweit tätigen Organisation zur Betreuung von Flüchtlingen und Migranten, und war elf Jahre lang für JRS im Generalsekretariat des Ordens in Rom und als Direktor des JRS für Afrika in Nairobi tätig. 
Schultheis war über zwanzig Jahre lang Professor in Tansania, Uganda, Mosambik und Malawi. In den 1970er Jahren lehrte er an der Makerere-Universität in Uganda (1970–1973) und an der Universität von Dar es Salaam in Tansania. An der portugiesisch-sprechenden Katholischen Universität von Mosambik initiierte er den ersten akademischen Abschluss sowie ein Forschungs- und Dokumentationszentrum.
Er war von 2003 bis 2007 erster Universitätspräsident der Katholischen Universität von Ghana und 2007 bis 2013 Koordinator und Gründungspräsident der Katholischen Universität von Südsudan.
Zuletzt arbeitete er als Professor am Kofi Annan Institute for Conflict Transformation der Universität von Liberia in Monrovia, wo er im April 2017 verstarb. Schultheis liegt am Friedhof des Exerzitienhauses der Jesuiten, St. Peter Claver House, in Cape Coast, Ghana, begraben.

## Schriften
- The statistics of the world food problem: A review essay with an application to Uganda (Rural development research papers 121), Kampala: Makerere University 1972
- Occupation and mobility of Kigezi: A summary of a regional migration survey (Rural development research papers 124), Kampala: Makerere University 1973
- Economics and economic research in Uganda during the Amin period, Cornell University Staff Paper 1974
- The United States and the Changing International Economic Order. In: Interreligious Taskforce on U.S. Food Policy (Hrsg.): Hunger. Nr. 4, 1976, OCLC 3417031, S. 1–7.
- Catholic social teaching and the church in Africa, Gweru/Simbabwe: Mambo 1984, zusammen mit Edward P. DeBerri
- The World Bank and Accelerated Development: The Internationalization of Supply-Side Economics. In: African Studies Review. Band 27, Nr. 4, 1984, ISSN 0002-0206, S. 9–16, doi:10.2307/524054.
- Refugees: The Structures of a Global Justice Issue, Washington: Center of Concern 1983
- Church and Mission in Africa: The social teaching of the church and the challenges of maturity, Washington: Center of Concern 1984
- Our best kept secret: The rich heritage of Catholic social teaching, Washington: Center of Concern 1985, zusammen mit Edward P. DeBerri und Peter J. Henriot, ISBN 978-0934255035. Weitere Auflagen bis 2010 unter dem Titel Catholic Social Teaching: Our Best Kept Secret, Maryknoll: Orbis Books 1987, ISBN 9780883446324